# Matthew Kilgallon
Matthew Shaun Kilgallon (York, Inglaterra, 8 de enero de 1984) es un exfutbolista inglés que jugaba como defensa.

## Clubes
| Club                            | País       | Año       |
| ------------------------------- | ---------- | --------- |
| Leeds United F. C.              | Inglaterra | 2002-2006 |
| West Ham United F. C. (cedido)  | Inglaterra | 2003      |
| Sheffield United F. C.          | Inglaterra | 2007-2010 |
| Sunderland A. F. C.             | Inglaterra | 2010-2013 |
| Middlesbrough F. C. (cedido)    | Inglaterra | 2010      |
| Doncaster Rovers F. C. (cedido) | Inglaterra | 2011      |
| Blackburn Rovers F. C.          | Inglaterra | 2013-2016 |
| Bradford A. F. C.               | Inglaterra | 2016-2018 |
| Hamilton Academical F. C.       | Escocia    | 2018-2019 |
| Hyderabad F. C.                 | India      | 2019-2020 |
| Buxton F. C.                    | Inglaterra | 2020-2021 |